# ستاره ماه‌خاصه

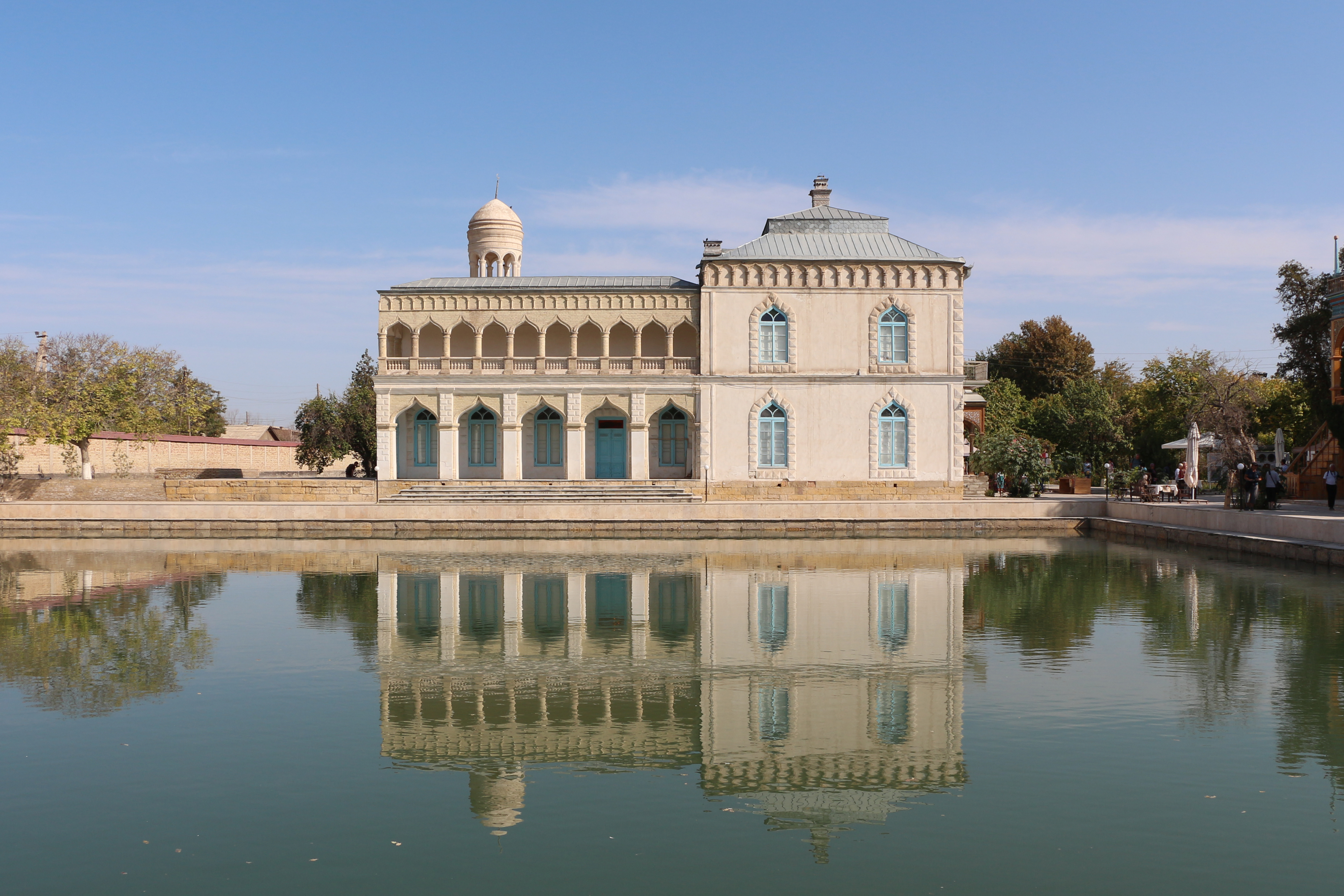
حرمسرای کاخ ستارۀ ماه‌خاصه، امروزه به عنوان موزه یا آثارخانه فعال است.

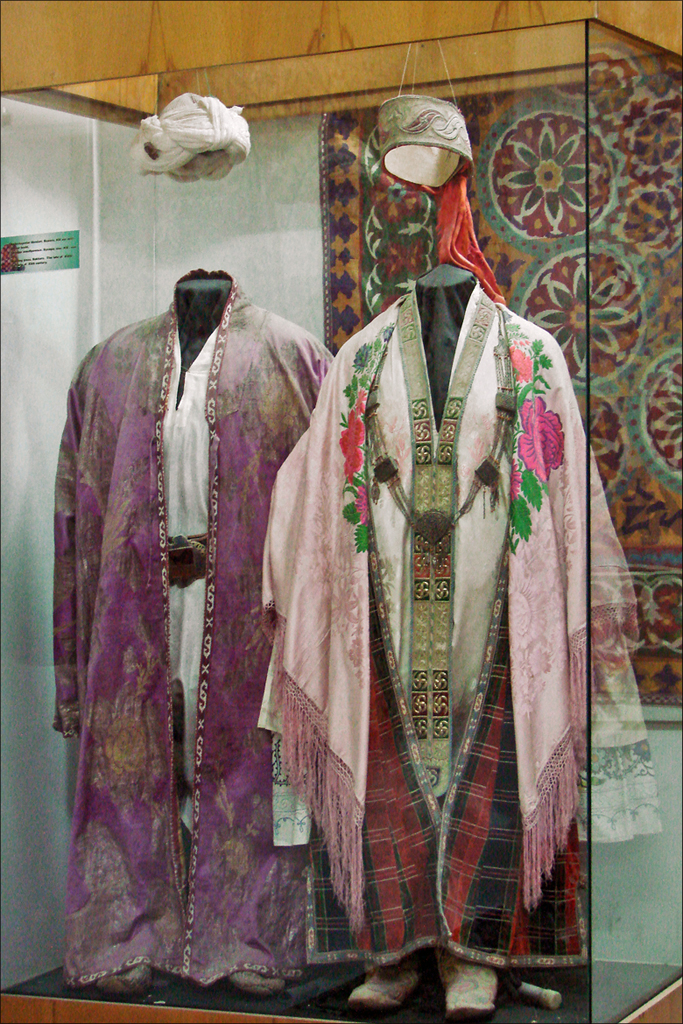
اشیای قدیمی زیادی از سدۀ ۱۹ میلادی و دوران امارت بخارا در کاخ ستارهٔ ماه‌خاصه نگهداری می‌شوند.

ستارۀ ماه‌خاصه (به ازبکی: Sitorai Mohi Xosa)، نام کاخی  تابستانی در ۴ کیلومتری شمال بخارا است که توسط امیران دودمان منغیتی از سلالۀ ترک-مغول در اواسط سدۀ ۱۹ میلادی ساخته‌شد.

## تاریخچه
ساختمان کاخ در اواسط سده ۱۹ میلادی و در زمان فرمان روایی امیر نثرالله‌خان شروع شد و تا دوران حکومت امیر عالم‌خان، آخرین امیر بخارا، ادامه یافت. بخش اصلی این کاخ را امیر مظفرخان برای همسرش که ظاهراً ستاره ماه‌خاصه نام داشته، ساخته بود. در ساختِ کاخ از اِلمان‌ها و مظاهر معماری ایرانی تاثیرات زیادی گرفته شده‌است.

## نگارخانه

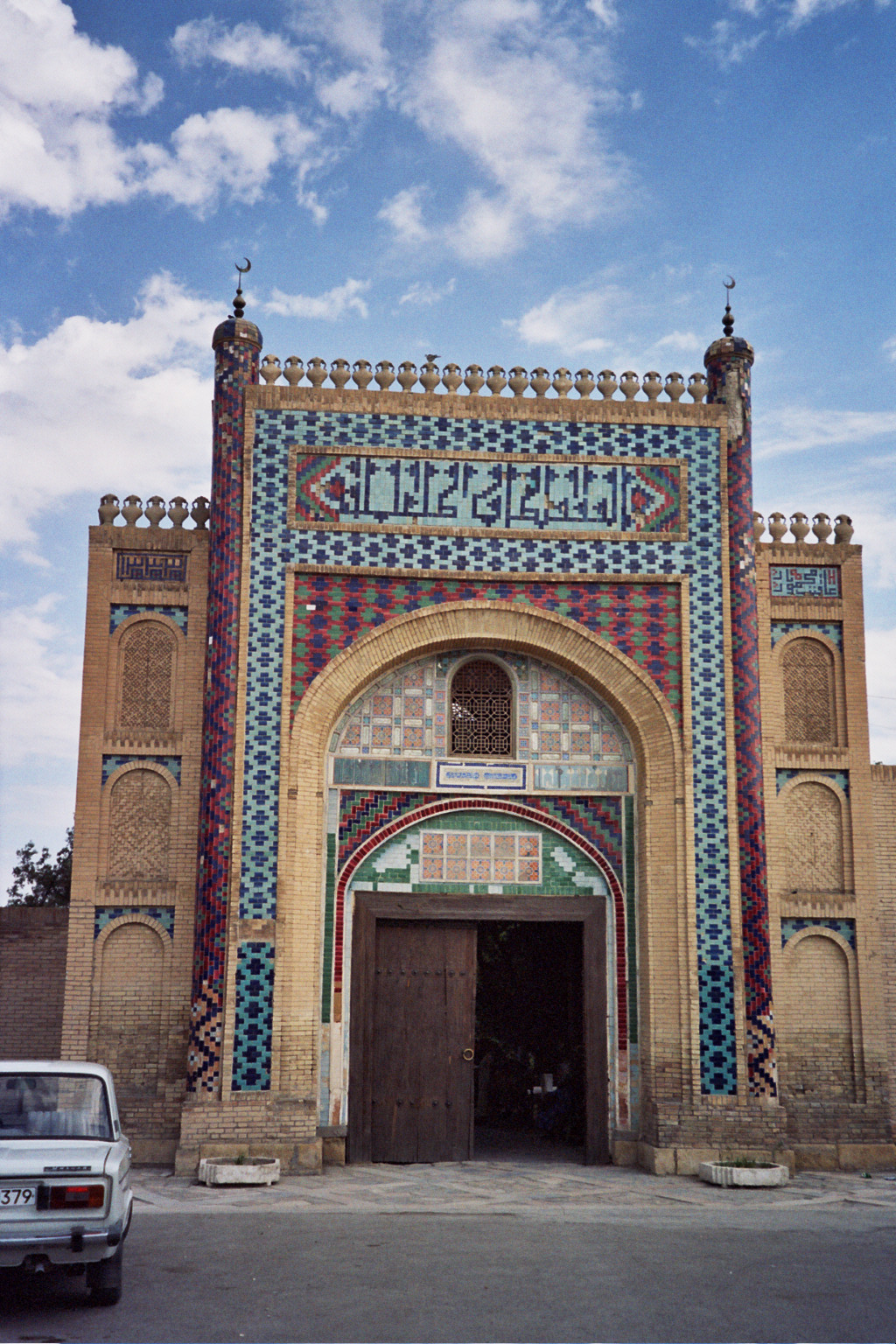
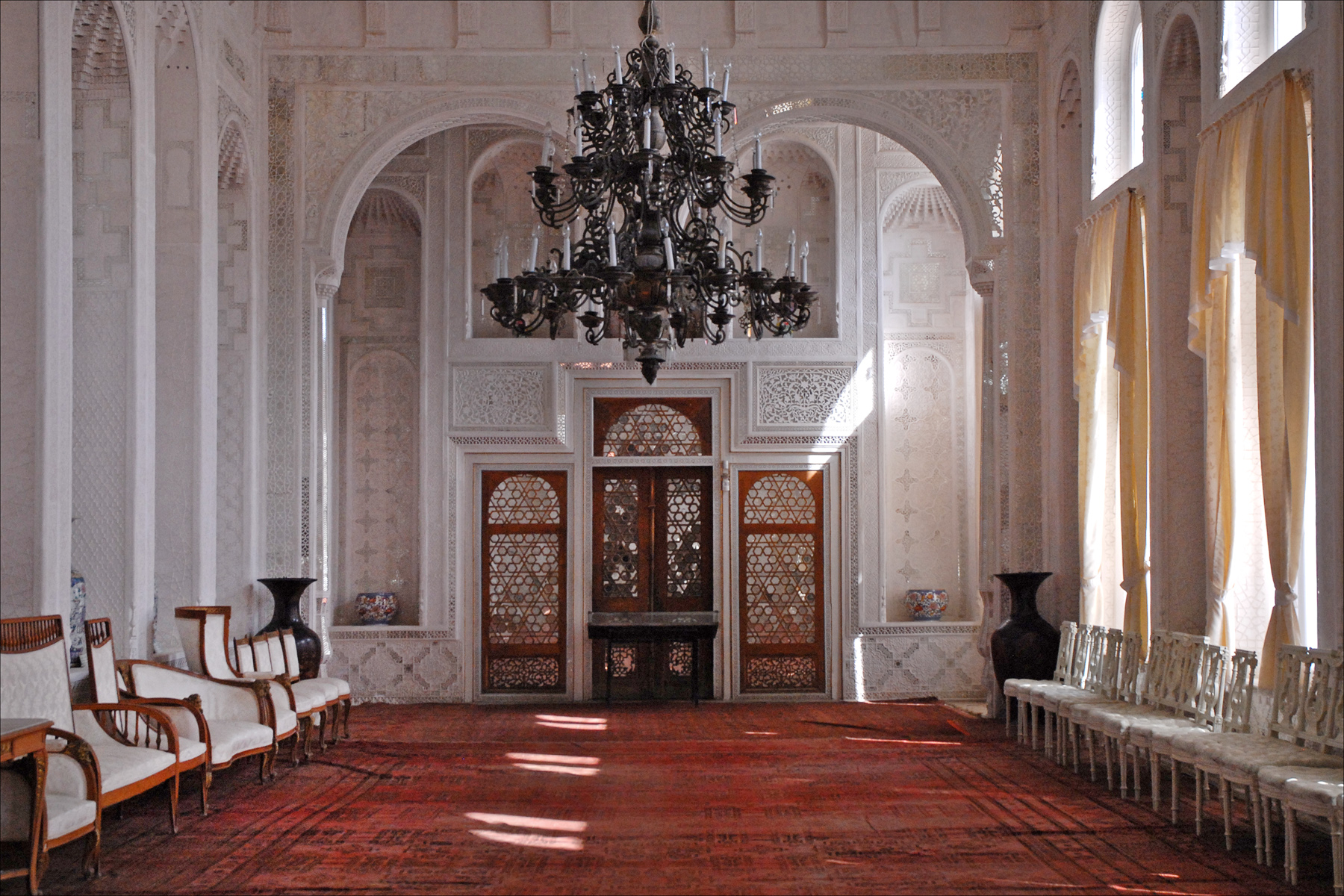
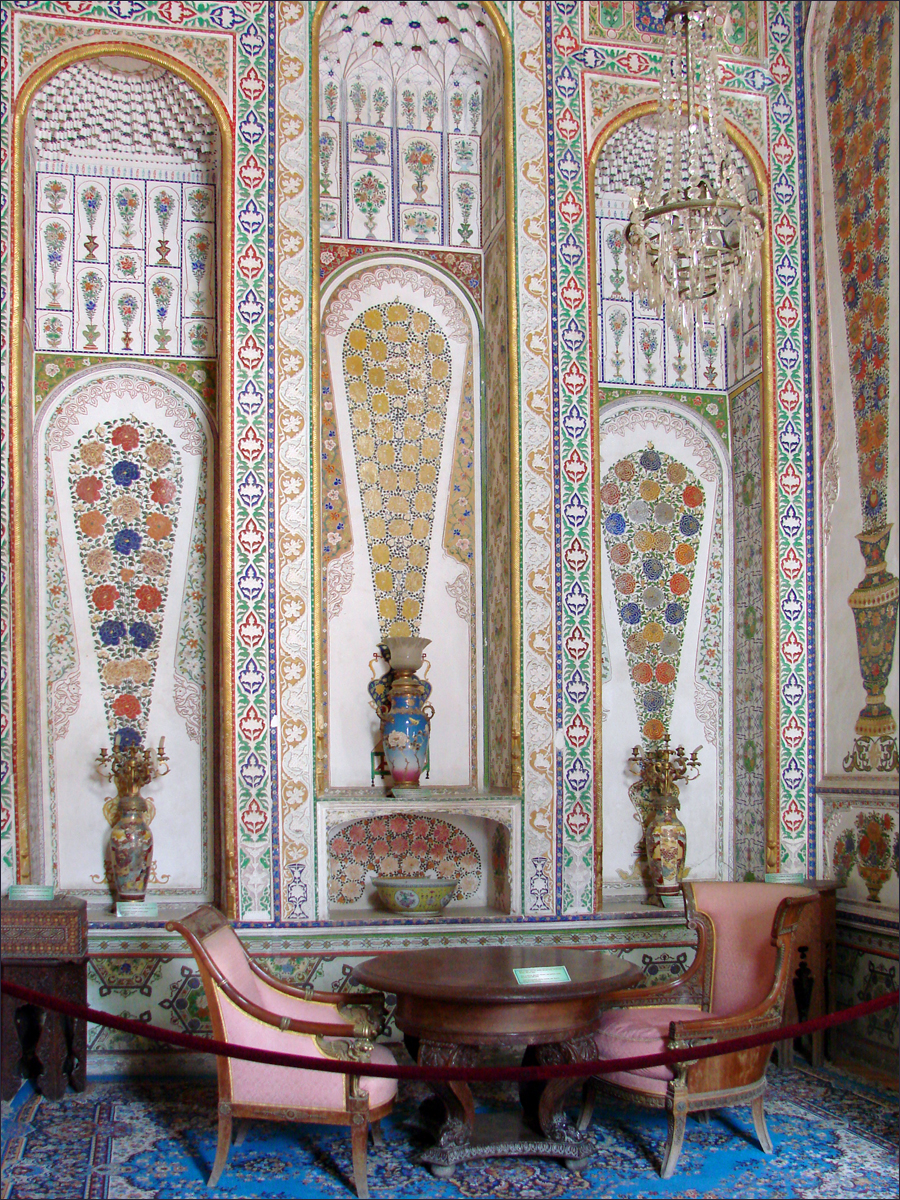
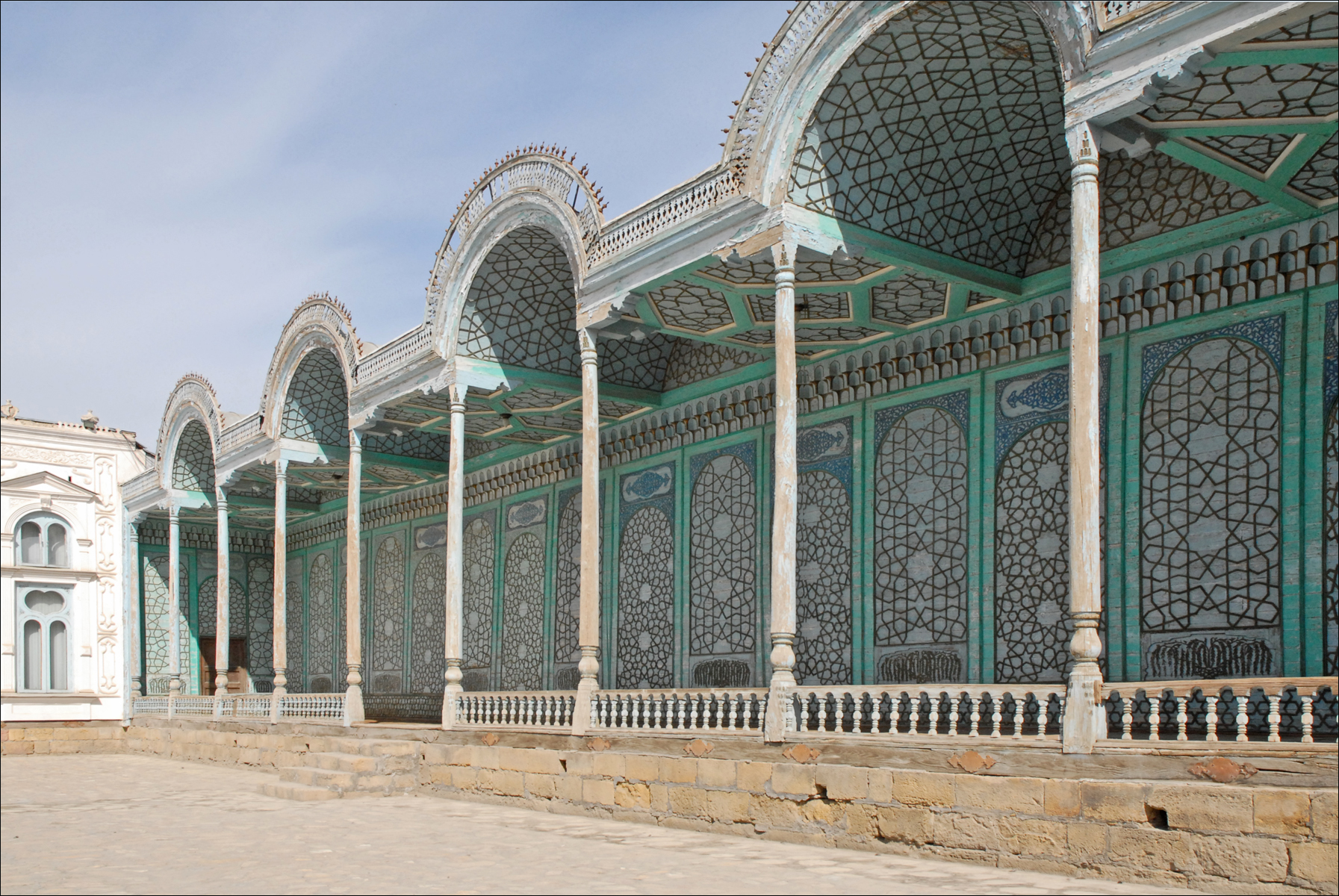
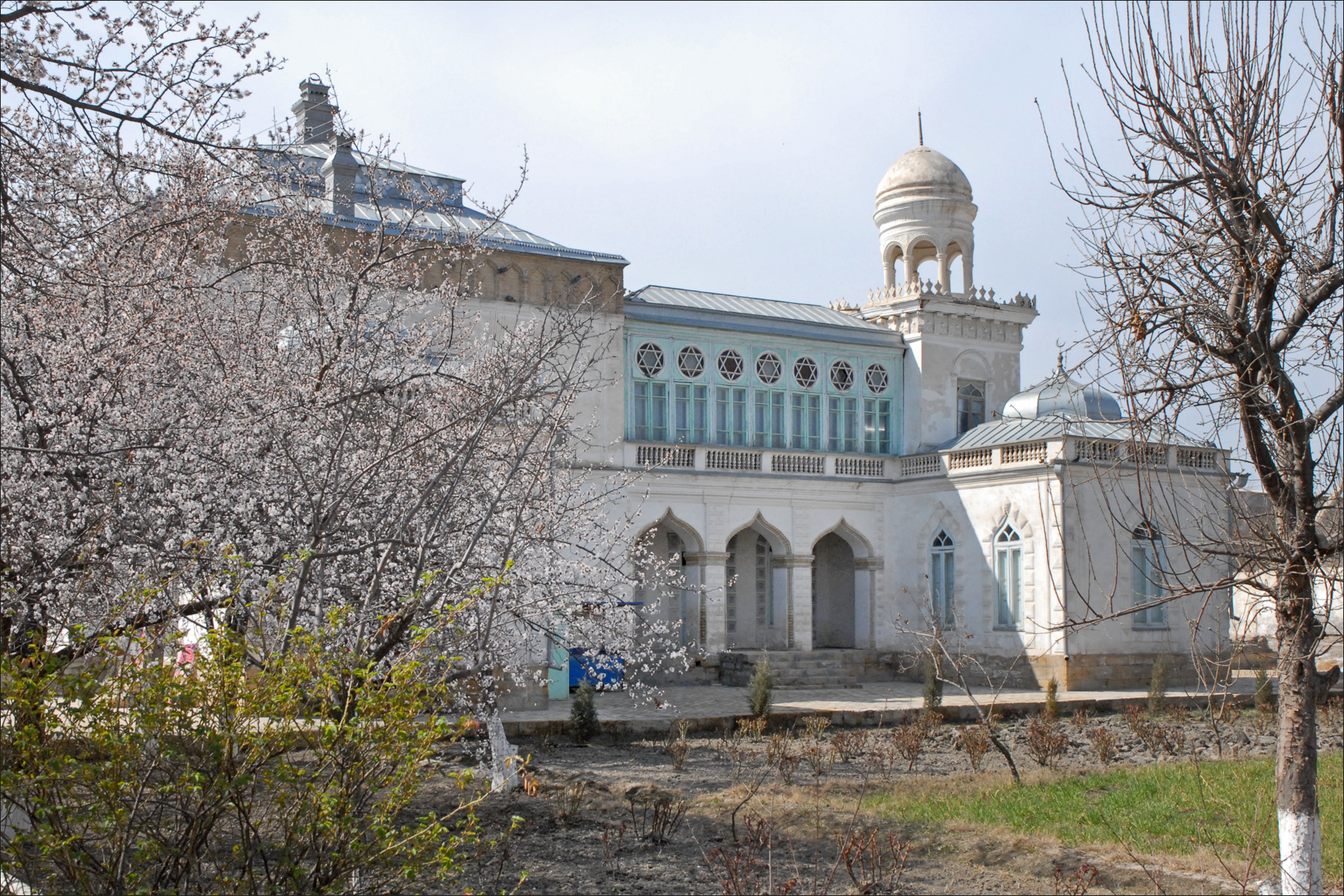